# Michelle Beaurain
Micheline Beaurain, parfois appelée Michelle Beaurain (née en 1950) est une femme française élue Miss Paris 1969, puis Miss France 1970. Elle est la 40e Miss France.

## Élection
Elle est tout d'abord élue Miss Côte de Nacre 1968 au casino de Ouistreham, où sa famille possède une résidence secondaire ; puis elle remporte le titre de Miss Normandie 1968 puis celui de dauphine de Miss France 1969. C'est Geneviève de Fontenay qui l'a repérée et l'a poussée à se présenter à l'élection de Miss Côte de Nacre, puis Miss Normandie. Ensuite, elle est élue Miss Paris l'année suivante.
Élue à 19 ans au Palais des sports, à Mulhouse, elle travaillait comme hôtesse et faisait des tournées de gala pour les élections régionales le week-end. Elle remporte notamment son poids en bouteilles de vin d’Alsace.
Elle apparaît lors du défilé final de Miss France 2013.

## Après Miss France
Elle vit désormais sur la Côte d'Azur. Elle s'est mariée et a 5 petits-enfants.[réf. souhaitée]